# Liste der Prähistoriker und Mittelalterarchäologen an der Freien Universität Berlin
In der Liste der Prähistoriker an der Freien Universität Berlin  werden alle Hochschullehrer aufgeführt, die an der Freien Universität Berlin lehrten oder lehren. Das umfasst im Regelfall alle regulären Hochschullehrer, die Vorlesungen halten durften, also habilitiert waren. Namentlich sind das Ordinarien, Außerplanmäßige Professoren, Juniorprofessoren, Gastprofessoren, Honorarprofessoren, Lehrstuhlvertreter und Privatdozenten. Archäologen des Mittelbaus (Dozenten: Assistenten und Mitarbeiter) sind nur in begründeten Ausnahmefällen berücksichtigt.
An der Freien Universität wurde der Lehrbetrieb zunächst durch den Museumsdirektor Otto-Friedrich Gandert getragen, bis 1959 ein Lehrstuhl für Prähistorische Archäologie und ein selbstständiges Institut für Ur- und Frühgeschichte, das Ende der 1960er-Jahre zum Seminar für Ur- und Frühgeschichte umbenannt wurde, eingerichtet wurde. Seit 2000 heißt die Einrichtung Institut für Prähistorische Archäologie. Mittlerweile gibt es zwei Lehrstühle an der Universität.
Angegeben ist in der ersten Spalte der Name der Person und ihre Lebensdaten, in der zweiten Spalte wird der Eintritt in die Universität angegeben, in der dritten Spalte das Ausscheiden. Spalte vier nennt die höchste an der Freien Universität Berlin erreichte Position. An anderen Universitäten kann der entsprechende Dozent eine noch weitergehende wissenschaftliche Karriere gemacht haben. Die nächste Spalte nennt Besonderheiten, den Werdegang oder andere Angaben in Bezug auf die Universität oder das Institut. In der letzten Spalte werden Bilder der Dozenten gezeigt, was derzeit aufgrund der Bildrechte jedoch schwer ist.
| Wissenschaftler                     | von   | bis  | Funktionen                  | Bemerkungen | Bild |
| ----------------------------------- | ----- | ---- | --------------------------- | --- | ---- |
| Gandert, Otto-Friedrich (1898–1983) |       |      |                             | Museumsdirektor, erster Honorarprofessor für Prähistorik an der FU Berlin |      |
| Kirchner, Horst (1913–1990)         | 1959  | 1980 | C4-Professor                | erster Lehrstuhlinhaber |      |
| Redlich, Clara (1908–1992)          | 1966  | 1973 | Professorin                 | 1968 erhielt sie den Professorentitel, jedoch keine Planstelle |      |
| Ament, Hermann (* 1936)             | 1977  | 1982 | C3-Professor                | 1982 an die Universität Mainz |      |
| Hänsel, Bernhard (1937–2017)        | 1981  | 2006 | C4-Professor                | Lehrstuhlinhaber |      |
| Reisch, Ludwig (1943–2023)          | 1985  | 1987 | außerordentlicher Professor | 1987 an die Universität Erlangen |      |
| Teržan, Biba (* 1947)               | 1989  | 2005 | Professorin                 | |      |
| Menghin, Wilfried (1942–2013)       | 1992  | 2013 | Honorarprofessor            | 1990 Direktor des Museum für Vor- und Frühgeschichte Berlin |      |
| Peter-Röcher, Heidi (* 1960)        | 2000  | 2008 | Privatdozentin              | 2000 wissenschaftliche Mitarbeiterin, 2005 Lehrbeauftragte, 2007 Privatdozentin, 2008 an die Universität Würzburg                                                                                   |      |
| Kaiser, Elke (* 1964)               | 2001  |      | Professorin                 | 2001 Wissenschaftliche Assistentin, 2013 Gastprofessorin, 2014 Professorin für die Archäologie des Westlichen Eurasiens                                                                             |      |
| Parzinger, Hermann (* 1959)         | 2003? |      | Honorarprofessor            | 1995 Gründungsdirektor der Eurasien-Abteilung des Deutschen Archäologischen Instituts, 2003 Präsident des Deutschen Archäologischen Instituts, 2008 Präsident der Stiftung Preußischer Kulturbesitz |      |
| Karlsen, Hans-Jörg (* 1973)         | 2004  | 2016 | Gastprofessor               | 2004 Wissenschaftlicher Assistent, 2010 Wissenschaftlicher Angestellter, 2011 Gastprofessor |      |
| Hansen, Svend (* 1962)              | 2004  |      | Honorarprofessor            | 2003 Erster Direktor der Eurasien-Abteilung des Deutschen Archäologischen Instituts, 2004 Honorarprofessor                                                                                          |      |
| Bartelheim, Martin (* 1964)         | 2005  | 2007 | Privatdozent                | 2005 Habilitation; Lehrstuhlvertretung; 2007 Professor in Belfast, 2008 Professor in Tübingen |      |
| Schier, Wolfram (* 1957)            | 2006  |      | W3-Professor                | |      |
| Schußmann, Markus (* 1971)          | 2006  |      | Privatdozent                | 2006 Wissenschaftlicher Mitarbeiter; 2012 Privatdozent |      |
| Meyer, Michael (* 1959)             | 2008  |      | W3-Professor                | |      |
| Eger, Christoph (* 1967)            | 2009  | 201? | Privatdozent                | |      |
| Kull, Brigitte (* 1964)             |       | 201? | Privatdozentin              | |      |
| Wechler, Klaus-Peter                |       | 201? | Privatdozent                | |      |
| Govedarica, Blagoje                 |       |      | Honorarprofessor            | Mitarbeiterin der Eurasienabteilung des DAI |      |
| Wemhoff, Matthias (* 1964)          | 2010  |      | Honorarprofessor            | |      |
| Boroffka, Nikolaus (* 1959)         | 201?  | 201? | Privatdozent                | Referent für pakistanische Archäologie der Eurasienabteilung des DAI |      |
| Orschiedt, Jörg (* 1963)            | 2011  |      | Privatdozent                | 2011 Vertretungsprofessor; 2013 Privatdozent nach Umhabilitierung zur FU Berlin |      |
| Reinhold, Sabine (* 1967)           | 201?  |      | Privatdozentin              | |      |
| Koch, Alexander (1966–2019)         | 2013  | 2019 | Honorarprofessor            | Präsident der Stiftung Deutsches Historisches Museum |      |
| Schopper, Franz (* 1964)            | 2013  |      | Honorarprofessor            | Direktor des Brandenburgischen Landesamtes für Denkmalpflege und des Archäologischen Landesmuseums und Landesarchäologe von Brandenburg                                                             |      |
| Łuczkiewicz, Piotr (* 1969)         | 2014  |      | Privatdozent                | 2014 Privatdozent |      |
| Gutsmiedl-Schümann, Doris (* 1976)  | 2016  |      | Privatdozentin              | 2016 Wissenschaftliche Mitarbeiterin, 2017 Gastdozentin in Vertretung einer Gastprofessur, 2018 Habilitation, 2019 Gastprofessorin, 2020 Privatdozentin                                             |      |
| Heinrich-Tamáska, Orsolya (* 1973)  | 201?  |      | Privatdozentin              | Lehrbeauftragte |      |
| Piezonka, Henny (* 1976)            | 2023  |      | Professorin                 | |      |